# Liste der Bodendenkmäler in Merkendorf (Mittelfranken)
Auf dieser Seite sind die Bodendenkmäler in der mittelfränkischen Stadt Merkendorf zusammengestellt. Diese Tabelle ist eine Teilliste der Liste der Bodendenkmäler in Bayern. Grundlage ist die Bayerische Denkmalliste, die auf Basis des Bayerischen Denkmalschutzgesetzes vom 1. Oktober 1973 erstmals erstellt wurde und seither durch das Bayerische Landesamt für Denkmalpflege geführt wird. Die folgenden Angaben ersetzen nicht die rechtsverbindliche Auskunft der Denkmalschutzbehörde.

## Bodendenkmäler der Gemeinde Merkendorf

### Bodendenkmäler in der Gemarkung Großbreitenbronn
| Lage                        | Objekt                                                                                                | Akten-Nr.     | Bild |
| --------------------------- | --- | ------------- | ---- |
| Großbreitenbronn (Standort) | Mittelalterliche und frühneuzeitliche Befunde im Bereich der ehemalige Brixen-Kapelle (St. Praxedis). | D-5-6730-0083 |      |
| Großbreitenbronn (Standort) | Siedlung der Steinzeiten.                                                                             | D-5-6730-0084 |      |
| Großbreitenbronn (Standort) | Frühmittelalterliches Reihengräberfeld.                                                               | D-5-6730-0085 |      |
| Großbreitenbronn (Standort) | Abgegangene Kapelle des Mittelalters und der frühen Neuzeit.                                          | D-5-6730-0160 |      |

### Bodendenkmäler in der Gemarkung Hirschlach
| Lage                  | Objekt | Akten-Nr.     | Bild |
| --------------------- | --- | ------------- | ---- |
| Hirschlach (Standort) | Siedlung der Steinzeiten. | D-5-6830-0118 |      |
| Hirschlach (Standort) | Friedhof des frühen Mittelalters. | D-5-6830-0120 |      |
| Hirschlach (Standort) | Mittelalterlicher Burgstall. | D-5-6830-0121 |      |
| Hirschlach (Standort) | Siedlung vorgeschichtlicher Zeitstellung. | D-5-6830-0205 |      |
| Hirschlach (Standort) | Mittelalterliche und frühneuzeitliche Befunde im Bereich der Evangelisch-Lutherischen Pfarrkirche Johannes der Täufer, Friedhof des Mittelalters und der frühen Neuzeit. | D-5-6830-0211 |      |

### Bodendenkmäler in der Gemarkung Merkendorf
| Lage                  | Objekt | Akten-Nr.     | Bild |
| --------------------- | --- | ------------- | ---- |
| Merkendorf (Standort) | Abgegangene mittelalterliche Kirche St. Ägidius. | D-5-6730-0080 |      |
| Merkendorf (Standort) | Siedlung des Neolithikums. | D-5-6730-0081 |      |
| Merkendorf (Standort) | Bestattungsplatz des Mittelalters. | D-5-6730-0082 |      |
| Merkendorf (Standort) | Mittelalterliche und frühneuzeitliche Befunde im Bereich der Altstadt von Merkendorf.                                                                                    | D-5-6730-0180 |      |
| Merkendorf (Standort) | Mittelalterliche und frühneuzeitliche Stadtbefestigung. | D-5-6730-0181 |      |
| Merkendorf (Standort) | Mittelalterliche und frühneuzeitliche Befunde im Bereich der Evangelisch-Lutherischen Pfarrkirche Unserer Lieben Frau, Friedhof des Mittelalters und der frühen Neuzeit. | D-5-6730-0182 |      |
| Merkendorf (Standort) | Friedhof des Mittelalters und der frühen Neuzeit mit Friedhofskirche St. Johannis.                                                                                       | D-5-6730-0183 |      |

### Bodendenkmäler in der Gemarkung Weidenbach
| Lage                  | Objekt | Akten-Nr.     | Bild |
| --------------------- | --- | ------------- | ---- |
| Weidenbach (Standort) | Wall-Graben-Anlagen, darunter „Jagdstern“, Befunde von Hirschenscheuer, Vogelherd und weiteren jagdlichen Anlagen der frühen Neuzeit im Bereich des ehemaligen Wildparks Triesdorfer Park sowie untertägige Teile eines markgräflichen Wasserleitungssystems, der „Weiherschneidbacher Röhrenfahrt“ und der „Breitenbronner Röhrenfahrt“. | D-5-6729-0140 |      |